# Страњави
Страњави (слч. Stráňavy) насељено је мјесто са административним статусом сеоске општине (слч. obec) у округу Жилина, у Жилинском крају, Словачка Република.

## Становништво
| Година:    | 1994. | 2004.   | 2014.   | 2024.   |
| ---------- | ----- | ------- | ------- | ------- |
| Број људи: | 1756  | 1831    | 1865    | 1897    |
| Разлика:   |       | +4,27 % | +1,85 % | +1,71 % |

| Година:    | 2023. | 2024.   |
| ---------- | ----- | ------- |
| Број људи: | 1901  | 1897    |
| Разлика:   |       | -0,21 % |

Према подацима о броју становника из 2024. године насеље је имало 1897 становника.